# Neogamasellevans macrochela
Neogamasellevans macrochela är en spindeldjursart som beskrevs av Wolfgang Karg 1975. Neogamasellevans macrochela ingår i släktet Neogamasellevans och familjen Ologamasidae. Inga underarter finns listade i Catalogue of Life.